# Nogometna reprezentacija Nijemaca iz Mađarske
Nogometna reprezentacija Nijemaca iz Mađarske predstavlja njemačku nacionalnu manjinu iz Mađarske.
Trenutačni izbornik: 

Osnovana:

## Sudjelovanja na natjecanjima
Sudionici su Europeade, europskog prvenstva nacionalnih manjina koje se održalo u Švicarskoj od 31. svibnja do 7. lipnja 2008.

U svojoj skupini su osvojili četvrto mjesto, s istim brojem bodova kao i favorizirani Velšani.

## Vanjske poveznice i izvori
- (njem.) Europeada Službene stranice Europeade 2008.
- Flickr[neaktivna poveznica] Nijemci iz Mađarske na Europeadi 2012.